# Nurminen Logistics
Nurminen Logistics är en finländsk logistikkoncern med huvudkontor i Helsingfors och verksamhet även i bland annat i Baltikum och Ryssland. 
Det familjeägda bolagets historia går tillbaka till 1886 i Raumo, då köpman Johan Nurminen (1851–1914) började med trävaruhandel för att senare specialisera sig på spedition och sjöfart. Genom en felstavning på affärens första skylt förkortades hans förnamn till John. År 1891 gjorde bolagets första fartyg, skonaren Uljas, sin jungfruresa, och på 1910-talet hade rederiet John Nurminen 22 segelfartyg på alla världens hav. År 1918 flyttades huvudkontoret till Helsingfors, och John Nurminen Oy antecknades i handelsregistret 1932. Resebyråverksamhet bedrevs sedan 1920-talet, men avvecklades 2001. Rederiverksamheten nedlades redan på 1960-talet till förmån för en koncentration på internationella transporter och spedition, men även speditionssektorn såldes 1995. Inriktningen på logistik fortsatte under tidigt 2000-talet; 2003 samlades alla tidigare dotterbolag med en personal på sammanlagt omkring 550 personer i en och samma koncern, John Nurminen Oy med en årsomsättning på omkring 83 miljoner euro.